# Paalasenjärvi
Paalasenjärvi är en sjö i Finland. Den ligger i kommunen Evijärvi i landskapet Södra Österbotten, i den centrala delen av landet, 400 km norr om huvudstaden Helsingfors. Paalasenjärvi ligger 95 meter över havet. I omgivningarna runt Paalasenjärvi växer i huvudsak blandskog. Arean är 46,7 hektar och strandlinjen är 6,19 kilometer lång. Sjön  ingår i Purmo å huvudavrinningsområde. 